# Шанзон
Шанзон (фр. Chambezon) насеље је и општина у централној Француској у региону Оверња, у департману Горња Лоара која припада префектури Бријуд.
По подацима из 2011. године у општини је живело 91 становника, а густина насељености је износила 17,88 становника/km². Општина се простире на површини од 5,09 km². Налази се на средњој надморској висини од 550 метара (максималној 720 m, а минималној 433 m).

## Демографија
| 1962. | 1968. | 1975. | 1982. | 1990. | 1999. | 2011. |
| ----- | ----- | ----- | ----- | ----- | ----- | ----- |
| 85    | 100   | 85    | 71    | 80    | 94    | 91    |

График промене броја становника у току последњих година